# Andrés de Pez
Andrés de Pez y Malzarraga (né en 1657 à Cadix, mort le 7 mai 1723 à Madrid) fut un officier de marine espagnol et le fondateur de Pensacola, en Floride.
Andrés de Pez est né dans une famille de tradition navale. Son père et son frère aîné ont été capitaines de navires espagnols. À l'âge de 16 ans, il s'engage dans la marine espagnole, et fait voile vers les Amériques.

## Débuts militaire
En 1676, il combat les Français à la bataille de Palerme, où périssent son frère et son père. Commandant d'une escadre dans les Caraïbes, il est blessé à cinq reprises et obtient une réputation de bravoure et d'efficacité en protégeant des pirates les navires des colonies.
Il est choisi pour explorer et revendiquer les côtes au nord du golfe du Mexique, jusque-là non cartographiée. Entre 1688 et 1689, en tant que commandant en second, il participe à trois de ces voyages. C'est ainsi qu'il découvre que la baie de Pensacola ferait un excellent mouillage en eau profonde, facile à défendre d'une approche par la terre.

## Amiral
Rentré en Espagne, il tente de convaincre le Conseil de guerre de la nécessité d'établir une forteresse sur les rives de la baie de Pensacola. Après beaucoup d'opposition, il reçoit finalement des fonds pour une reconnaissance officielle de la baie. Avec le grade d'amiral, il retourne en Nouvelle-Espagne (Mexique) à l'automne 1692 et bâti les plans d'une expédition qui conduira à la première colonisation européenne de Pensacola.
De Pez quitte Veracruz le 25 mars 1693, emmenant avec lui l'éminent scientifique et cartographe Don Carlos de Siguenza y Gongora, 120 marins et 20 fantassins, à bord de la frégate Neustra Senora de Guadalupe et du sloop San José. L'expédition pénètre dans la baie le 7 avril. Siguenza la baptise du nom de Bahia Santa Maria de Galve.
Pendant la guerre de Succession d'Espagne, De Pez soutient Philippe de Bourbon et combat les Britanniques, les Néerlandais et les Catalans qui soutiennent Charles de Habsbourg. Il sert de 1708 à 1710 comme commandant en chef de la flotte des Indes et devient en 1715, membre du Conseil suprême de la guerre. En 1717, il est nommé gouverneur du Conseil des Indes et en 1721, secrétaire d'État à la marine.

## Sources
- (en) Cet article est partiellement ou en totalité issu de l’article de Wikipédia en anglais intitulé « Andrés de Pez » (voir la liste des auteurs) dans sa version du 12 août 2008.